# Padar (ort i Azerbajdzjan, Hadzjyqabul)
Padar (ryska: Падар) är en ort i Azerbajdzjan.   Den ligger i distriktet Hacıqabul Rayonu, i den centrala delen av landet, 110 km väster om huvudstaden Baku. Antalet invånare är 1 247.
Terrängen runt Padar är platt, och sluttar söderut. Runt Padar är det ganska glesbefolkat, med 39 invånare per kvadratkilometer.. Närmaste större samhälle är Kyandoba, 17,9 km nordväst om Padar.
Trakten runt Padar består till största delen av jordbruksmark.